# Rio dos Índios
Rio dos Índios est une municipalité du Nord-Ouest de l'État du Rio Grande do Sul faisant partie de la microrégion de Frederico Westphalen  et située à 403 km au nord-ouest de Porto Alegre, capitale de l'État. Elle se situe à une latitude de 27° 18′ 01″ sud et à une longitude de 52° 50′ 27″ ouest, à une altitude de 380 mètres. Sa population était estimée à 4 202, pour une superficie de 237 km2. On y accède par les BR-158/386 et RS-324. Elle est séparée de l'État de Santa Catarina par le rio Uruguai.
La colonisation de Rio dos Índios commença avec l'implantation d'une scierie. Les colons se fixèrent dans la région attirés par la prospère activité du bois et les terres fertiles recouvertes de pineraies, de cèdres et de lauriers qui s'étendaient jusqu'aux rives du Rio Uruguai.
En raison de sa position géographique stratégique - le long du cours d'eau et à la limite de deux États - et de ses nombreux hôtels, l'actuelle Rio dos Índios devint un point de référence et de halte pour les voyageurs en route pour le Santa Catarina et Iraí. Cette dernière municipalité était de grande importance à l'époque, à laquelle Rio dos Índios était rattachée administrativement (quatrième district).
Elle doit son nom à la présence de grandes réserves indigènes dans les environs (Índios = "Indiens").
Sa végétation actuelle consiste en plantations pour l'industrie de la pâte à papier d'eucalyptus et naturelles d'araucarias et de maté, cultivé et sauvage. L'économie est essentiellement agro-pastorale.

## Villes voisines
- Chapecó (État de Santa Catarina)
- Nonoai
- Alpestre